# 埃尔福特事变

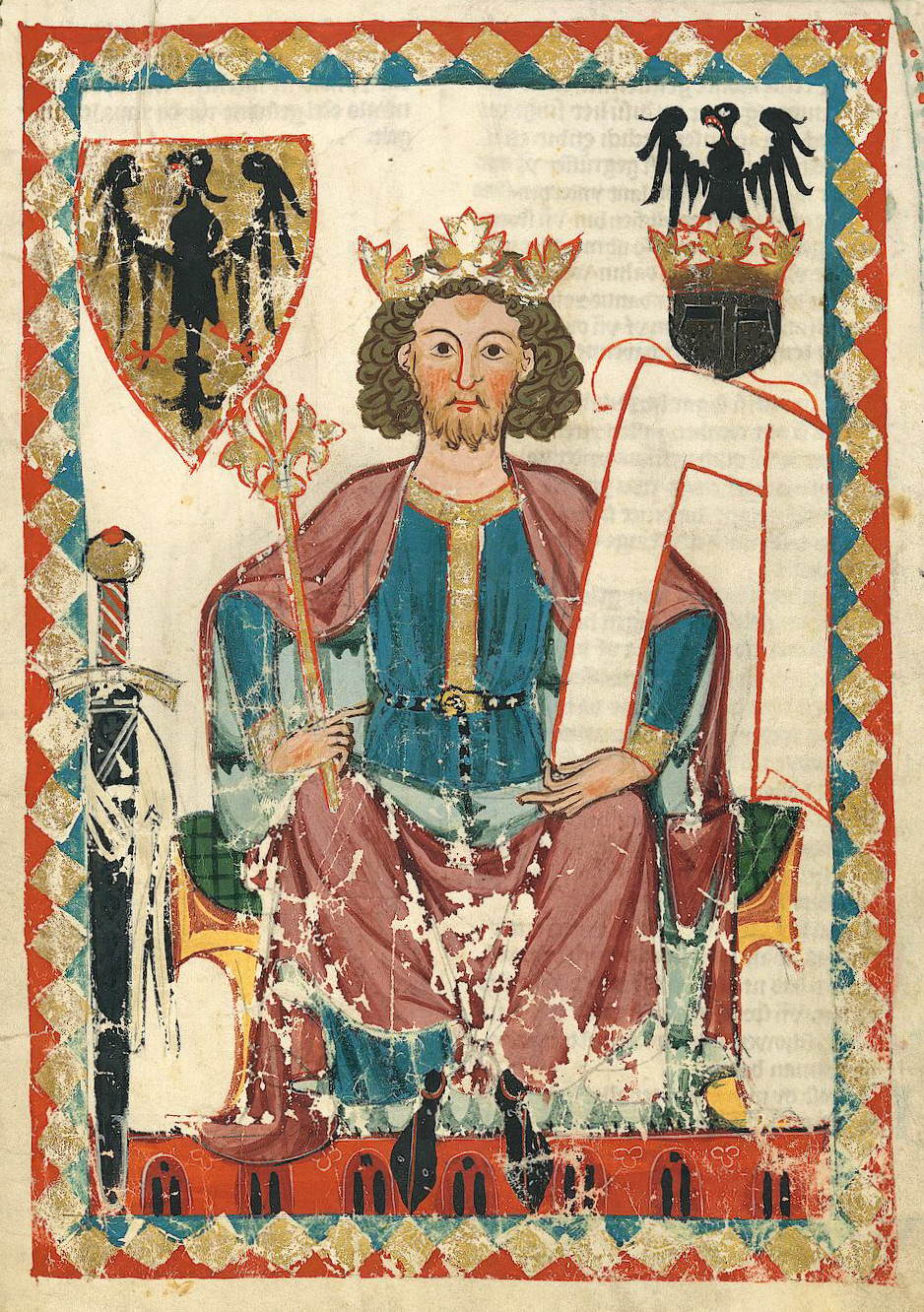
德意志国王，后来的神圣罗马帝国皇帝亨利六世皇帝在该次事件中幸存。

埃尔福特事变或称埃尔福特陷落粪坑事件（德語：Erfurter Latrinensturz）是一宗发生于1184年7月德意志埃尔福特的集体意外死亡及重伤事件。德意志国王亨利六世在埃尔福特彼得斯堡霍夫塔格召开仲裁会，以调节封臣纷争；7月26日早间，受邀参加的多名贵族群聚该建筑第二层，却使地板难以承受重量而塌陷，大部分人掉进地下粪坑之中，致使60人溺毙。

## 背景
该事件起源于图林根大公路易三世与美因茨大主教康拉德之间的争斗，在狮子亨利死后，有越演越烈之势；德意志国王亨利六世本无心插手封臣之间的纷争，但因其对波兰的军事行动，行兵至双方封地时不得不采取干预手段。亨利六世决定召开仲裁会议以调节双方之间的矛盾，并邀请其他贵族也参与谈判。

## 结果
亨利六世邀请神圣罗马帝国各地的贵族参加会议，许多人于7月25日抵达。隔日，正当会议召开之际，地板突然轰塌陷落，人们从一楼直接掉进粪坑之中，并造成60人死亡，其中包括齐根海恩伯爵戈茨马尔三世、阿本贝格伯爵弗里德里希一世、基希贝格城堡伯爵弗里德里希一世、施瓦茨堡伯爵海因里希一世、瓦尔特堡的布尔夏德（Burchard von der Wartburg）和梅尔丁根的贝林格一世（Beringer I. von Meldingen）。有传闻称，亨利之所以能在那次事故中活下来，因他当时坐在底部是由稳固石头搭建的地板的壁龛内。

## 文献
1. ↑  . The Fortweekly. April 2008. （原始内容存档于2019-09-03）.
2. ↑  Magnusson, Roberta J. . JHU Press. 2003-04-01  [2022-07-19]. ISBN 978-0-8018-7283-9. （原始内容存档于2022-05-22） （英语）.
3. ↑  Arnold, Benjamin. . Cambridge University Press. 2004-01-29  [2022-07-19]. ISBN 978-0-521-52148-2. （原始内容存档于2022-05-25） （英语）.
4. ↑  Rundfunk, Bayerischer. . Bayerischer Rundfunk. 2011-07-26  [2019-09-03]. （原始内容存档于2019-09-03） （德语）.
5. ↑  Schwiebert, Ernest George. . Fortress Press. 1996  [2022-07-19]. ISBN 978-0-8006-2836-9. （原始内容存档于2022-06-17） （英语）.
6. ↑  . www.regesta-imperii.de.   [2019-09-03]. （原始内容存档于2020-03-21） （德语）.